# Arothron gillbanksii
Arothron gillbanksii är en fiskart som först beskrevs av Clarke 1897.  Arothron gillbanksii ingår i släktet Arothron och familjen blåsfiskar. Inga underarter finns listade i Catalogue of Life.